# 中華民國—茅利塔尼亞關係
中華民國與茅利塔尼亞伊斯蘭共和國於1960—1965年有官方外交關係，斷交後，目前沒有在對方首都互設具大使館功能的代表機構。對茅利塔尼亞的相關事務由駐法國台北代表處、駐普羅旺斯臺北辦事處共同管轄。

## 政治

### 外交

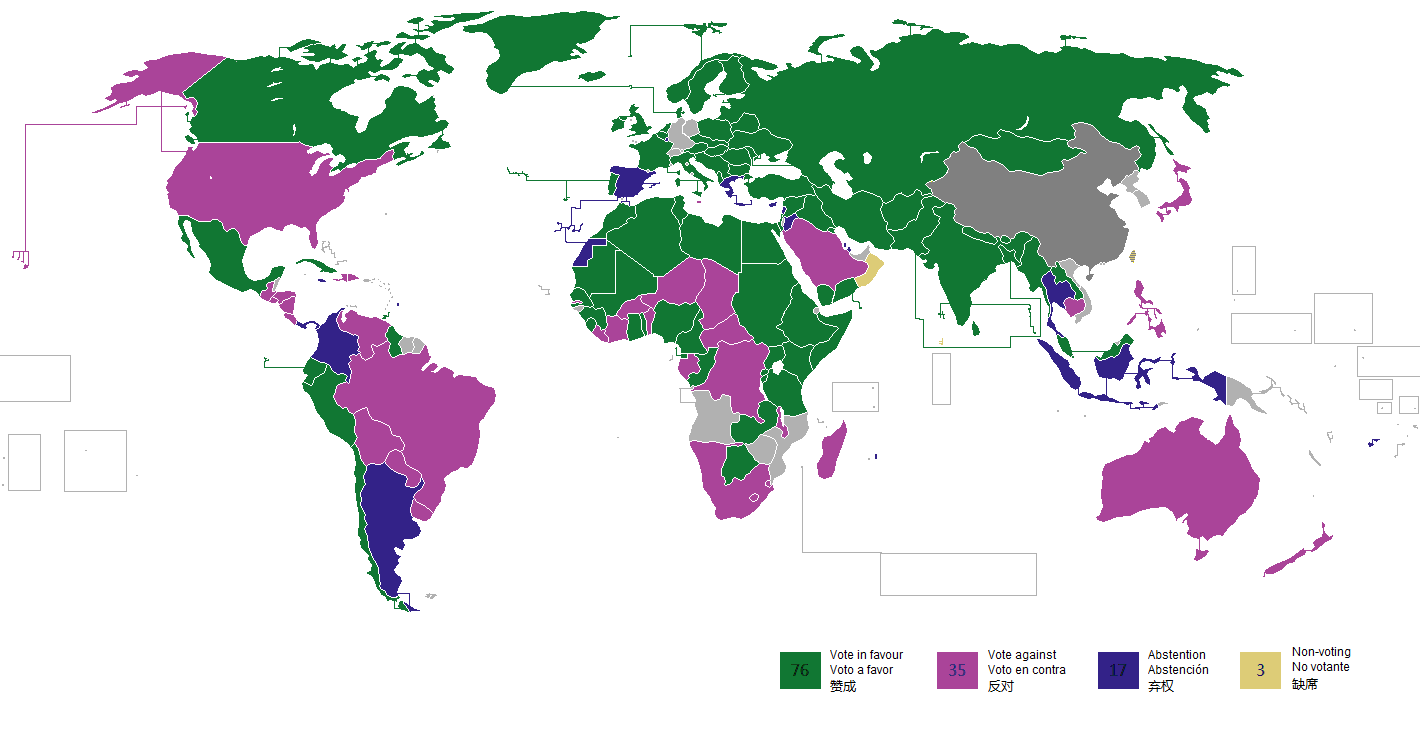
綠色國家表示在1971年的投票中反對中華民國續留聯合國，即《聯合國大會2758號決議》，其中包括茅利塔尼亞。

1960年11月28日，茅利塔尼亞獨立當日與中華民國建立大使級外交關係。於首都諾克少設立中華民國駐茅利塔尼亞伊斯蘭共和國大使館，並派駐大使。茅利塔尼亞則未設立大使館、派駐大使。
1965年9月11日，與中華民國斷交。
1971年10月25日，第26屆聯合國大會就茅利塔尼亞等23國所提出的「恢復中華人民共和國在聯合國的合法權利」議案進行表決。最終以76票贊成、35票反對、17票棄權的結果通過。根據《聯合國憲章》和聯合國大會議事規則，提案通過即成為正式決議，是為《聯合國大會2758號決議》。中華民國、馬爾地夫、阿曼等3國未投票。代表中國正統的中華民國政府，以外交部長周書楷為代表，在表決之前數小時，於大會上主動宣布退出聯合國。日後，中華民國政府將此決議稱為「排我納匪案」。

#### 中華民國駐茅利塔尼亞伊斯蘭共和國大使（1960－1965年）
| 姓名   | 任命          | 到任          | 遞交国书 | 離任          | 外交衔级 | 外交職務     |
| ------ | ------------- | ------------- | -------- | ------------- | -------- | ------------ |
| 定中明 | 1960年12月1日 | 1961年1月2日  |          | 1965年9月10日 | 參事     | 臨時代辦     |
| 陳澤溎 | 1965年6月25日 | 1965年7月20日 | 未遞交   | 1965年9月11日 | 大使     | 特命全權大使 |

## 經濟

### 貿易
| 年分 | 貿易總額  | 貿易總額 | 貿易總額 | 出口至茅利塔尼亞 | 出口至茅利塔尼亞 | 出口至茅利塔尼亞 | 自茅利塔尼亞進口 | 自茅利塔尼亞進口 | 自茅利塔尼亞進口 | 順逆差  |
| 年分 | 金額      | 年增減   | 排名     | 金額             | 年增減           | 排名             | 金額             | 年增減           | 排名             | 順逆差  |
| ---- | --------- | -------- | -------- | ---------------- | ---------------- | ---------------- | ---------------- | ---------------- | ---------------- | ------- |
| 2017 | 4,842,672 | ▼30.9%   | 165      | 1,286,561        | ▲8.3%            | 171              | 3,556,111        | ▼38.9%           | 133              | 逆差▼   |
| 2018 | 2,787,600 | ▼42.4%   | 168      | 1,542,782        | ▲19.9%           | 167              | 1,244,818        | ▼65.0%           | 150              | 順差 -- |
| 2019 | 2,327,968 | ▼16.5%   | 178      | 1,684,889        | ▲9.2%            | 166              | 643,079          | ▼48.3%           | 166              | 順差▲   |
| 2020 | 1,736,661 | ▼25.4%   | 177      | 1,437,158        | ▼14.7%           | 167              | 299,503          | ▼53.4%           | 165              | 順差▲   |
| 2021 | 4,170,541 | ▲140.1%  | 171      | 1,951,498        | ▲35.8%           | 168              | 2,219,043        | ▲640.9%          | 143              | 逆差 -- |
| 2022 | 3,806,408 | ▼8.7%    | 175      | 1,714,698        | ▼12.1%           | 171              | 2,091,710        | ▼5.7%            | 143              | 逆差▲   |
| 2023 | 2,680,693 | ▼29.6%   | 176      | 1,130,925        | ▼34.0%           | 173              | 1,549,768        | ▼25.9%           | 148              | 逆差▲   |
| 2024 | 3,394,720 | ▲26.6%   | 173      | 1,128,023        | ▼0.3%            | 173              | 2,266,697        | ▲46.3%           | 151              | 逆差▲   |

2023年的兩國貿易項目如下：
出口至茅利塔尼亞的前10大項目為：機動車輛所用之零件與附件；苯乙烯之聚合物；空氣泵或真空泵、空氣或其他氣體压缩机與风扇；美容或化粧用品與保養品；机械零件；機器腳踏車與腳踏車裝有輔助動力者、邊車；滾珠或滾子軸承；传动轴、曲柄、軸承、齿轮、滾珠、飛輪或滑轮、離合器或联轴器；內科、外科、牙科或兽医用儀器與用具；玻璃鏡，包括後視鏡等。
自茅利塔尼亞進口的項目為：冷凍魚；類動物；針織或鉤針織套頭衫、無領開襟上衣、外穿式背心與類似品；甲殼類、軟體類與其他水產无脊椎动物之調製或保藏品；特殊物品，含進口未超過5萬新臺幣之小額報單與其他零星物品；集成电路；帚、刷、手操作之機械式地板刷、無動力拖把與羽毛撣帚、油漆擦與滾筒等。

## 簽證

持中華民國護照的中華民國國民簽證要求分布圖：入境茅利塔尼亞可以落地簽證／電子簽證。

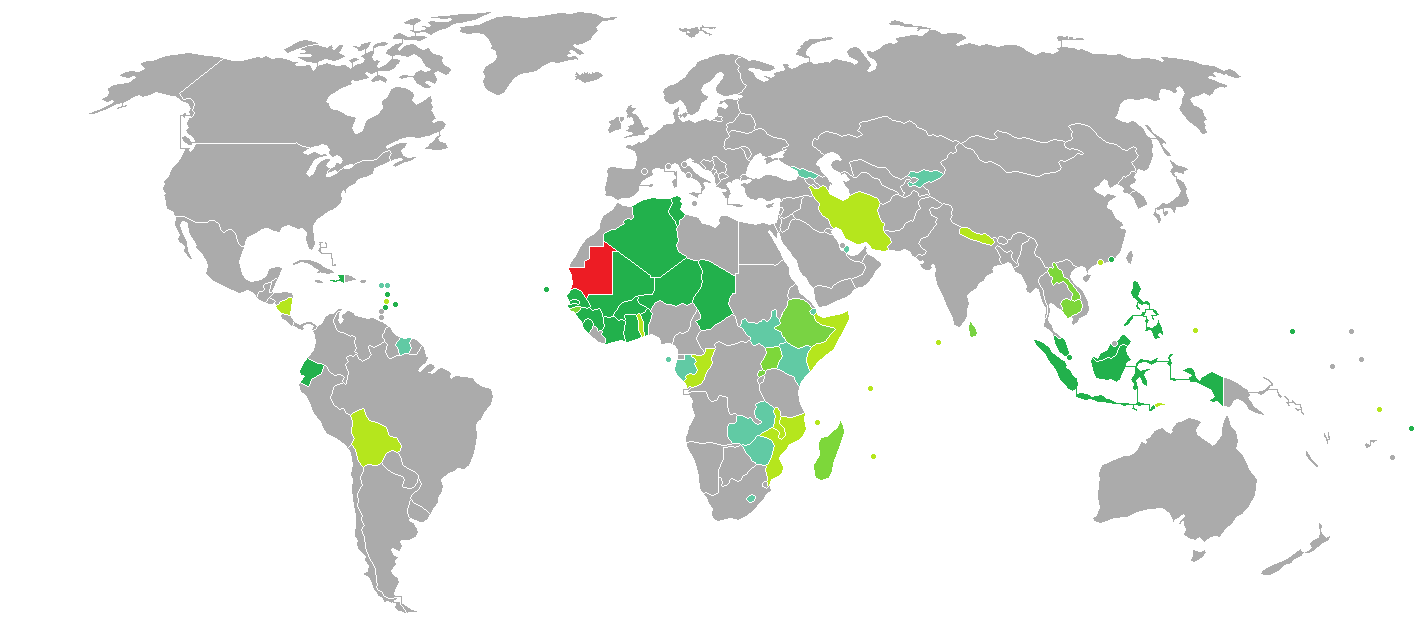
持茅利塔尼亞護照的茅利塔尼亞人口簽證要求分布圖：入境中華民國需要簽證。

兩國國民皆須申請簽證方可入境對方國家。持中華民國護照的中華民國國民前往茅利塔尼亞觀光或商務考察，可於抵達首都的諾克少-烏姆圖西國際機場時申請落地簽證入境，停留最多30天並不得延長。茅利塔尼亞亦開放申請電子簽證。入境須出示黄热病的疫苗接種證明（黃皮書）。經茅利塔尼亞轉機無特殊規定。
持茅利塔尼亞護照的茅利塔尼亞國民抵台參加由中央政府機關主辦、協辦或贊助之國際會議、運動賽事、商展或其他活動，可以電子簽證入境中華民國，停留最多30天並不得延期。

## 交通

### 航空

#### 客運
兩國無直航班機，可經由（不計航點遠近，截至2023年6月29日）：
- 臺北→伊斯坦堡、巴黎，再轉機前往茅利塔尼亞的諾克少-烏姆圖西國際機場（英语：Nouakchott–Oumtounsy International Airport）。

## 外部連結
- 中華民國外交部－茅利塔尼亞伊斯蘭共和國簡介 （页面存档备份，存于）
- 駐法國台北代表處
  - 駐普羅旺斯辦事處
- 外交部領事事務局－國外旅遊警示分級表
- 中華民國衛生福利部－國際旅遊疫情建議等級
- 中華民國國際經濟合作協會 （页面存档备份，存于）